# 梁犊
梁犊（?—?），十六国时期后赵士兵起义领袖。定阳（今陕西延安东南）人。曾任高力督。建武十四年（348年），后赵内乱扩大，太子石宣被杀，东宫卫士十余万人谪戍凉州，他于途中率众起义，自称晋征东大将军，长驱东下，逼近长安，后出潼关，战于新安、洛阳，屡败官军，石虎惊慌失措，忙调姚弋仲、苻洪率氐、羌骑兵增援。梁犊在荥阳东激战中被杀。